# Forma farmacèutica

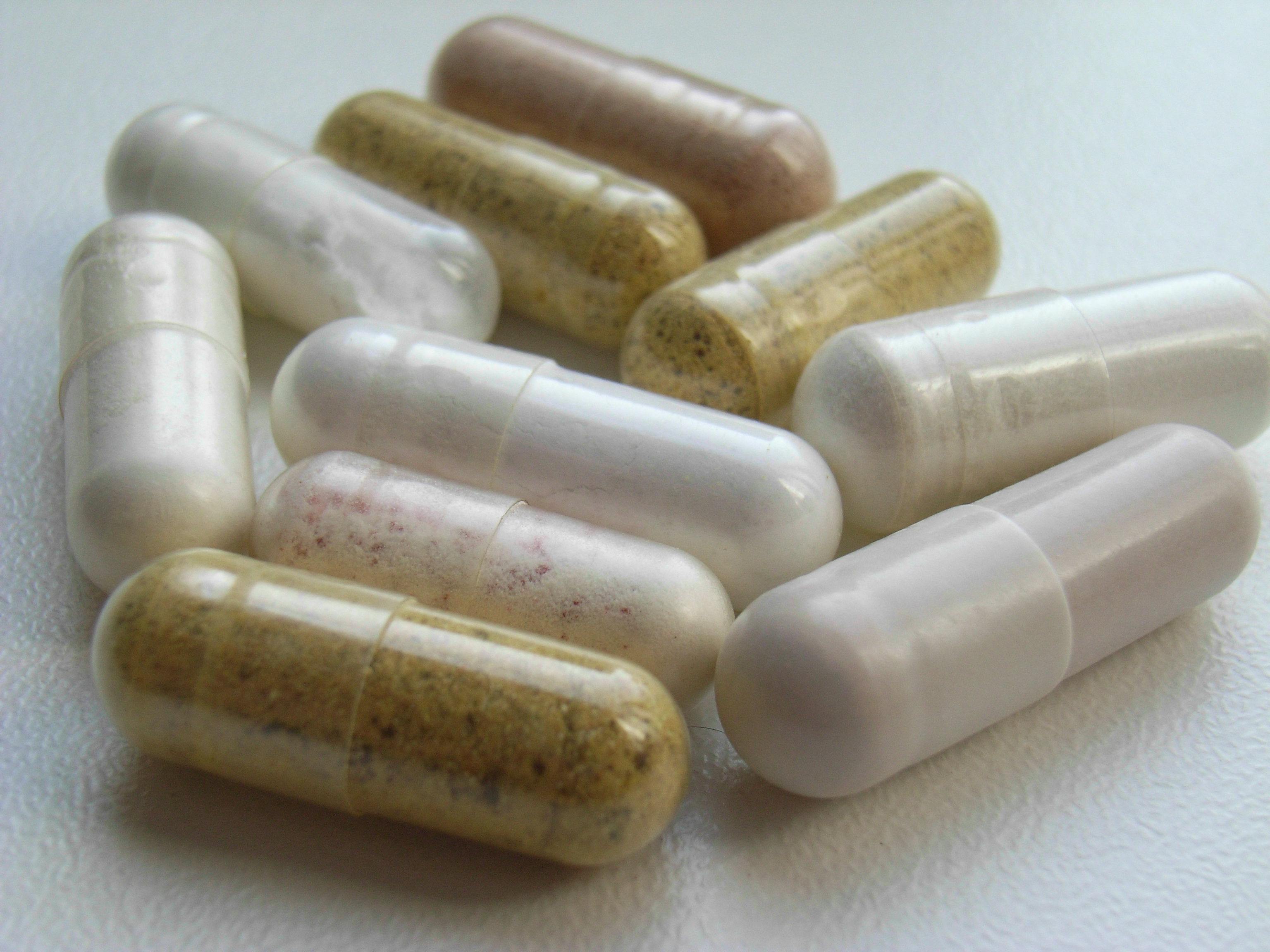
Forma farmacèutica: Càpsules

Forma farmacèutica, antigament dita forma galènica, és la disposició individualitzada que s'adapten les substàncies medicinals (principis actius) i excipients (matèria farmacològicament inactiva) per a constituir un medicament. O dita d'una altra forma, la disposició externa que es dona a les substàncies medicamentoses per a facilitar-ne l'administració.
El primer objectiu de les formes farmacèutiques és normalitzar la dosi d'un medicament, per això també se les coneix com a unitats posològiques. Al principi es van elaborar per a poder establir unitats que tingueren una dosi fixa d'un fàrmac amb què es poguera tractar una determinada patologia".
La importància de la forma farmacèutica resideix que determina l'eficàcia del medicament, ja siga alliberant el principi actiu de manera lenta, o en el seu lloc de major eficiència en el teixit blanc, evitar danys al pacient per interacció química, solubilitzar substàncies insolubles, millorar sabors, millorar aspecte, etc.

## Exemples de formes farmacèutiques
LíquidsSolució, xarop, gotes, tintura, tisana, solució injectable, extracte vegetal, percolat, col·liri
SòlidsSòlid pulverulent (pols i pólvores), granulats, càpsula, dragea, comprimit, comprimit efervescent, píndola, liofilitzat
Semi-sòlidssuspensió, emulsió, pasta, crema, pomada, gel, loció, supositori, liniment, glòbul
AltresNanosuspensió, cataplasma, pegat transdèrmic, aerosol, inhalador, nebulitzador